# Зоряні щоденники Йона Тихого
«Зоряні щоденники Йона Тихого» — серія коротких оповідань про пригоди космічного мандрівника, астронавта Ійона Тихого польського письменника Станіслава Лема. Перші були опубліковані у збірці 1954 року і видані окремою книгою в 1957 році.

## Історія видання
Дозвіл комуністичної цензури на публікацію 1954 року описував «Зоряні щоденники» як сатиру на капіталістичне суспільство, без численних паралелей з комуністичним суспільством.
Перше оповідання за участю Ійона Тихого під назвою «Галактичні історії. З пригод знаменитого астронавта Йона Тихого. Подорож двадцять третя» було опубліковане 27 грудня 1953 року. Останній твір «Остання подорож Ійона Тихого» був вперше опублікований німецькою мовою в журналі «Playboy» в 1996 році. Оповідання циклу неодноразово перевидавалися і перекладалися на інші мови.

## Сюжет
- Вступ, в якому професор Тарантога представляє найсвіжішу інформацію про документацію подвигів Ійона Тихого.
- «Сьоме плавання», в якому дефект космічного корабля змушує Тихого проходити через низку часових вихорів, створюючи безліч часових копій самого себе.
- «Восьме плавання», в якому герой представляє Землю з клопотанням про її прийняття до Об'єднаних планет.
- «Одинадцяте плавання», в якому Ійон маскується і вирушає на планету Цирсія, щоб спробувати покласти край військовим діям, що походять від її роботів.
- «Дванадцяте плавання», в якому Ійон Тихий наймає новий винахід прискорення часу на планеті Мікроцефаліки.
- «Тринадцяте плавання», в якому герой вирушає на зустріч з Майстром О. Натомість він знаходить дві планети (Пінта і Панта), якими керують згідно з принципами Вчителя. На Пінті люди намагаються стати рибами, використовуючи техніку, яка називається еволюцією шляхом переконання На Панті всі жителі однакові клони і щодня обмінюються роботою.
- «Чотирнадцята подорож», в якій Ійон Тихий вирушив на полювання на Сквомпа, тварину, площа якої становить кілька гектарів. Він спантеличений загадковими предметами, які називаються скрупами.
- «Вісімнадцята подорож», в якій Тихий допомагає створити причину нашого Всесвіту з одного електрона.
- «Двадцята подорож», в якій Ійон Тихий змушений керувати програмою для покращення історії Землі та людства.
- «Двадцять перше плавання», в якому герой відвідує Діхотику (польською: Dykhtonia) — цивілізацію, яка досягла тотальної тілесної та ментальної пластичності після тисячолітнього правління автоморфістів, місцевого еквівалента трансгуманістів.
- «Двадцять друге плавання», в якому Ійон дізнається про проблеми євангелізації позаземних цивілізацій.
  - «Двадцять третє подорож», в якому герой відвідує крихітну планету, жителі якої економлять житловий простір, часто зберігаючи себе як «атомний пил».
- «Двадцять четверта подорож», в якій він відвідує цивілізацію, яка віддала всю владу машині для встановлення планетарної гармонії.

### Спогади космічного мандрівника: подальші спогади про Ійона Тихого
- «Вісімнадцята подорож»
- «Двадцять четверте плавання»
- «Подальші спогади»
  -  — Я («Професор Коркоран»),
  - II («Професор Декантор»),
  - III («Професор Зазул»),
  - IV («Містер Молтеріс, фізик»)
  - V («Трагедія пральної машини»),
- «Доктор Діагорас»
- «Збережемо Всесвіт (Відкритий лист від Ійона Тихого)»

### Інші історії з інших країн
- «Zakład doktora Vliperdiusa» («Фабрика доктора Вліпердіуса») (1964)
- «Pożytek ze smoka» («Про користь дракона»), написана в 1983 році. Вперше опубліковано німецькою мовою як «Vom Nutzen des Drachen» (Metall, 1983). Перший польський друк був у однойменній колекції Pożytek ze smoka[pl] (1993).

## Екранізації
- «З щоденників Ійона Тихого. Подорож на Інтеропію», мультиплікаційний фільм, кіностудія Азербайджанфільм, режисер Геннадій Тищенко, 1985. за мотивами 14-го подорожі.
- «Ійон Тихий: Космопілот» (нім. Ijon Tichy: Raumpilot). Серіал, Німеччина (2007), 1-4 серії. Вільні трактування 7-го, 8-го, 11-го, 12-го, 14-го і 23-го подорожей, перероблені під формат телесеріалу в жанрі космічної опери.
- Телеспектакль з циклу «Цей фантастичний світ», СРСР, 1979.[1]

## Пародії
Український письменник Юрій Ячейкін написав пародійне оповідання «Станіслав Лем. Подорож ювілейна». В ньому Ійон Тихий потрапляє на планету Тару в системі Водолія, де встановлений сухий закон. Оповідання входить до авторського циклу «Химери зелёного змія: Коротка антологія НФ».